# 英修道
英 修道（はなぶさ ながみち、1902年1月17日 - 1994年9月9日）は、日本の国際政治学者。学位は、法学博士（東京帝国大学・1945年）（学位論文「中華民国に於ける列国の条約権益」）。慶應義塾大学名誉教授。1975年勲三等旭日中綬章受章。

## 経歴
東京生まれ。1926年慶應義塾大学法学部卒業。1945年「中華民国に於ける列国の条約権益」で東京帝国大学より法学博士の学位を取得。慶應義塾大学法学部助教授、教授、1968年定年、名誉教授。1968-1972年日本国際政治学会理事長。1975年勲三等旭日中綬章受勲。

## 家族
長男は医学博士の英清道（慶應義塾大学医学部卒）。次男は外交官の英正道（慶應義塾大学経済学部卒）。三男は英義道（元横浜ゴム勤務、慶應義塾大学法学部卒）。長女は美鈴（慶應義塾大学文学部卒）。

## 編著書
- 『満洲国と門戸開放問題』日本国際協会 1934
- 『中華民国に於ける列国の条約権益』丸善 1939
- 『門戸開放機会均等主義 外交文書を中心とした研究』日本国際協会 1939
- 『支那に於ける外国権益』慶応出版社 現代経済新書 東亜経済論 1941
- 『日本の在華治外法権』有斐閣 大東亜国際法叢書 1943
- 『上海街路誌』上海恒産東京出張所 1944
- 『明治外交史』至文堂 日本歴史新書 1960
- 『日本外交史関係文献目録』編 慶応通信 1961
- 『日本外交史関係文献目録 追補篇』編 慶応義塾大学法学研究会 1968
- 『外交史論集』慶応義塾大学法学研究会 1969
- 『中国関係条約取極目録』編 慶応通信 1969

### 共編著
- 『現行上海特別市第一区法規全集』伊藤政寛共著 帝国地方行政学会 1943
- 『政治学講本』阿部光蔵共著 慶応通信 1965

### 翻訳
- アニタ・ブラッヅレイ『大東亜共栄圏と中南米』日本外政協会 1943

### 記念論文集
- 『外交史及び国際政治の諸問題 英修道博士還暦記念論文集』慶応通信 1962